# NEFtv
Die NEFtv GmbH war Betreiber örtlicher Rundfunkbreitbandkabelnetze in den Großraumregionen Nürnberg sowie im ländlichen Raum um Würzburg und Schweinfurt. Sie war Mitbewerber der Vodafone Kabel Deutschland als Betreiber der Netzebenen 2 bis 4 und im Franchisingverfahren Betreiber von Diensten, die die Rückkanalfähigkeit der Kabelnetze nutzen, wie Internet und IP-Telefonie über das Breitbandkabel.
Der Name geht aus den Anfangsbuchstaben der Städte hervor (Nürnberg, Erlangen und Fürth), deren Stadtwerke zunächst mit NEFkom auf Grundlage des internen kommunalen Telefonnetzes ein öffentliches Telefonnetz schufen und vor der Integration in M-net das im Aufbau befindliche Kabelnetz zur separaten Vermarktung in NEFtv ausgründeten. Ab 4. Oktober 2017 vermarktete die NEFtv ihre Produkte unter der von der neuen Muttergesellschaft Tele Columbus (seit 2015) geschaffenen Dachmarke Pÿur.
Im Rahmen der One Company Strategie der Muttergesellschaft Tele Columbus wurden am 10. Dezember 2024 alle B2B und B2C Kundenverträge in die Pyur Sales & Service GmbH überführt und die NEFtv aus dem Handelsregister gelöscht. Bestehenden Verträge und die Versorgung mit Internet-, Telefonie- und Kabelfernsehleistungen wurden von der Pÿur Sales & Service GmbH nahtlos übernommen.

## Geschichte
Das Unternehmen gehört seit 2003 zur Pepcom-Gruppe, einer deutschlandweit tätigen Beteiligungsgesellschaft, die nach eigenen Angaben die Weiterentwicklung bestehender Kabelanlagen betreibt. Zuvor hatte die NEFtv unter dem Namen NEFkom jahrelang die ehemals kommunalen Telefonnetze im Großraum Nürnberg übernommen und betrieben. Anfang 2004 wurden sie an M-net ausgegliedert. In dieser Zeit wurde die Errichtung von rückkanalfähigen Kabelanschlüssen vorangetrieben. Dazu wurde insbesondere der Wohnungswirtschaft die kostenlose Modernisierung der Kabelnetze angeboten, die sich im Gegenzug durch langjährige Verträge an den Netzbetreiber gebunden haben. Im Großraum Nürnberg werden rund 40.000 Kabelhaushalte bedient. Anfang 2006 hat das Unternehmen die ÜWU Mediendienste GmbH Würzburg mit 18.000 Wohneinheiten im ländlichen Raum rund um Schweinfurt und Würzburg übernommen.

### Übername durch Tele Columbus
Die Pepcom Gruppe (zu der die NEFtv gehörte) wurde im Jahr 2015 von Tele Columbus übernommen. Ab Oktober 2017 wurde unter der neugeschaffenen Dachmarke Pÿur Internet-, Telefon- und Kabelfernsehprodukte verkauft.
2024 startete die Muttergesellschaft, die Tele Columbus AG, eine One Company Strategie, bei der alle Tochtergesellschaften (u. a. auch die Pepcom GmbH) in die neu geschaffene Pyur Sales & Service GmbH integriert werden sollten. Damit sollte Pÿur nicht mehr eine Dachmarke, sondern ein Unternehmen werden. Im Rahmen dieser Strategie wurden alle B2B und B2C Verträge der NEFtv in die Pyur Sales & Service GmbH überführt und die NEFtv im Anschluss am 10. Dezember 2024 aus dem Handelsregister gelöscht.
Für die Kunden hat die Integration in die Pyur Sales & Service GmbH keinen Einfluss. Bestehende Verträge und die Versorgung mit Internet-, Telefonie- und Kabelfernsehleistungen wurden von der Pyur Sales & Service GmbH nahtlos übernommen. Internet-, Telefon- und Kabelfernsehprodukte können wie bisher über Pÿur z. B. unter pyur.com bestellt werden.

## Ehemalige Produktpalette NEFtv
Angeboten wurde ein Basisangebot von analogen Radio- und Fernsehprogrammen. Dazu kam ein Grundangebot unverschlüsselter digitaler Fernsehprogramme, darunter ausgewählte private Fernsehprogramme, das bei einigen Wohnungsunternehmen zur Grundausstattung des Kabelanschlusses gehört und über die Nebenkosten abgerechnet wird. Zusätzlich wurde ein Auslandspaket angeboten, das einige zusätzlich verschlüsselte Kanäle enthielt, deren Verschlüsselung und Inkasso durch externe Dienstleister übernommen wurde. Außerdem wurde Pay-TV angeboten.
Die Internettarife Cablesurf, die bis Ende 2009 auf Kontingentbasis und nur gegen Anschlussgebühr erhältlich waren, wurden zugunsten preiswerterer Pauschalangebote (Flatrates) aufgegeben, standen aber weiterhin Bestandskunden, sowie Mietern der Gewobau und Noris e.G. auf Wunsch zur Verfügung. Zu den Kontingenttarifen gehörte jeweils ein erweitertes Fernsehangebot. Nach Abzug der Kabelgrundgebühr lagen die Komplettpakete mit Telefonflatrate nun etwa in Höhe vergleichbarer DSL-Angebote. Seit Anfang 2009 standen sie auch Wohnungsmietern zur Verfügung, die zuvor nur die Kontingenttarife über ihr Wohnungsunternehmen wählen konnten. Die benötigten Kabelmodems mussten allerdings weiterhin zusätzlich gemietet werden. Verschiedene Telefontarife waren unter dem Namen Cablefon auch ohne Internet erhältlich.